# Districtul Al 'Aziziyah
Al Jfara este un district în Libia. Are 289.340 locuitori și o suprafață de 1.940 km².